# Statens medieråd
Statens medieråd var en svensk statlig förvaltningsmyndighet. Från och med den 1 januari 2024 ingår Statens medieråd  i Mediemyndigheten. 
Statens medieråd, som sorterade under Kulturdepartementet, ska verka för att stärka barn och unga som medvetna medieanvändare och skydda dem från skadlig mediepåverkan. Medierådet övertog den 1 januari 2011 den verksamhet, som bedrivits av Rådet mot skadliga våldsskildringar och Statens biografbyrå.
Statens medieråd lades ner 31 december 2023 och uppdragen flyttades till Myndigheten för press, radio och tv.

## Uppgifter
Statens medieråd följde medieutvecklingen när det gäller barn och unga samt spred information och gav vägledning om barns och ungas mediesituation. Myndigheten fastställde åldersgränser för film som var avsedd att visas för barn under 15 år enligt lagen (2010:1882) om åldersgränser för film som ska visas offentligt.
Statens medieråd beaktade och utvecklade särskilt inom sitt verksamhetsområde myndighetens expertroll, tillvaratog forskning och annan kunskap samt barns och ungas egna erfarenheter, verkade för mediebranschernas självreglering samt följde och deltog i internationellt arbete.
Statens medieråd övertog Statens biografbyrås omfattande filmregister, som omfattar alla filmer som granskats av biografbyrån och sedan medierådet, sedan 1 januari 1956. I juni 2015 omfattade registret drygt 49 000 filmer.
Statens medieråd var en enrådighetsmyndighet med insynsråd. Insynsrådet, som var utan beslutsfunktion, bestod av fyra ledamöter utsedda av regeringen för en period om tre år. Uppgiften för insynsrådet var att utöva insyn och ge myndighetschefen råd. Ledningsformen tillgodosåg behovet av en demokratisk insyn och medborgerligt inflytande.